# Ctenitis iriomotensis
Ctenitis iriomotensis là một loài thực vật có mạch trong họ Dryopteridaceae. Loài này được (H. Itô) Nakaike miêu tả khoa học đầu tiên năm 1975.